# Sint-Martinuskerk (Meilegem)

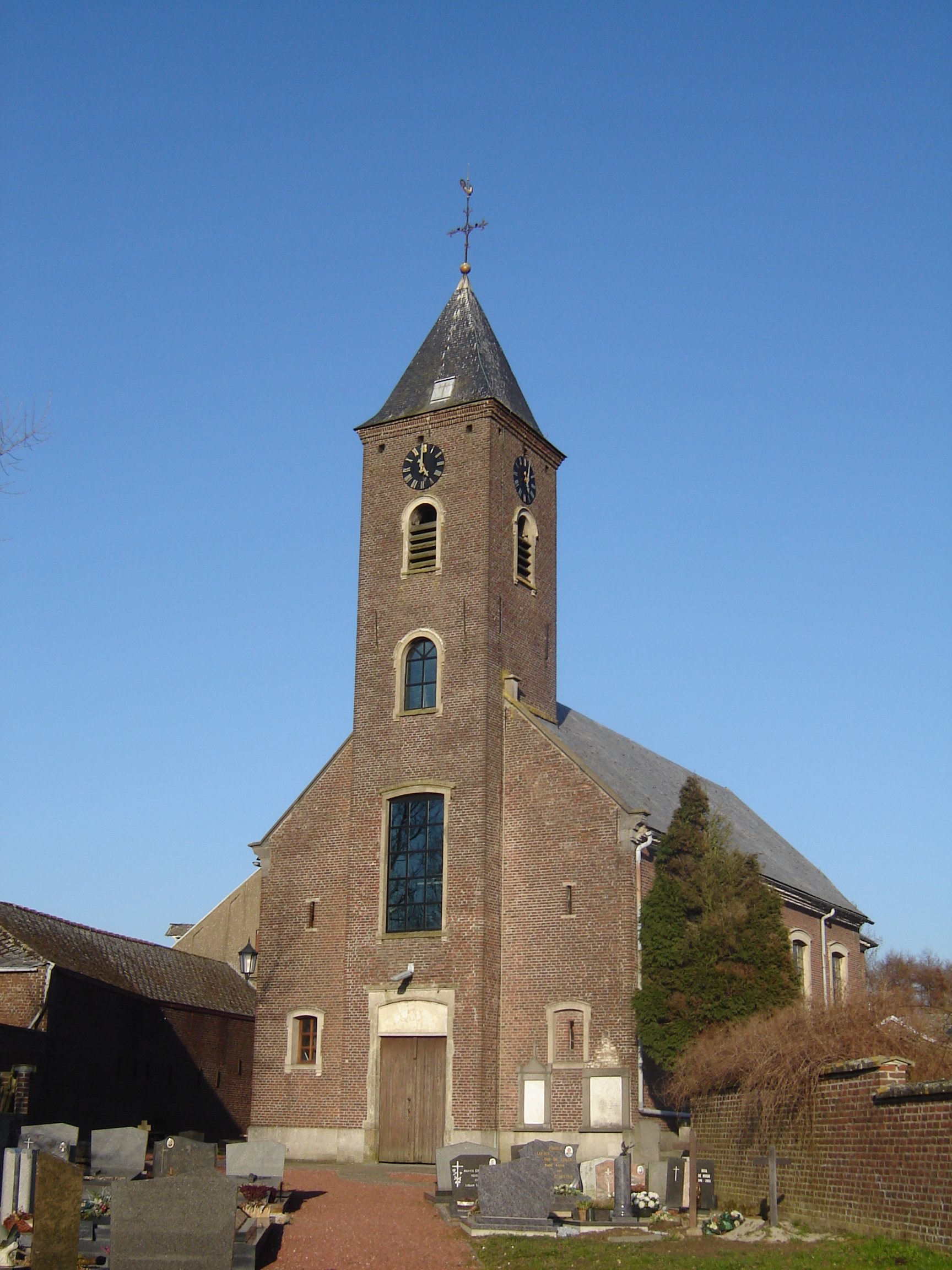
Sint-Martinuskerk

De Sint-Martinuskerk is de parochiekerk van de tot de Oost-Vlaamse gemeente Zwalm behorende plaats Meilegem, gelegen aan de Bareelstraat 3.

## Geschiedenis
Deze kerk, waarvan het patronaatsrecht toebehoorde aan de Abdij van Affligem, werd vanouds bediend door de parochie van Beerlegem om pas in 1701 een zelfstandige parochie te worden.
Er bestond een romaans kerkje in Doornikse steen. Dit werd in 1784 gesloopt en vervangen door een nieuwe kerk in classicistische stijl. Het voetstuk van het 12e-eeuws romaans doopvont werd verplaatst naar het kerkhof dat het kerkgebouw omringt.

## Gebouw
Het betreft een eenbeukige bakstenen kerk met ingebouwde westtoren. De kerk heeft een lager en smaller, driezijdig afgesloten, koor. De kerk wordt gekenmerkt door steekboogvensters. Aan de buitenmuur van de kerk hangt een kruisbeeld van omstreeks 1700.

## Interieur
De kerk heeft een classicistisch interieur. Hij bezit een houten beeldengroep: Sint-Martinus deelt zijn mantel uit de 17e of 18e eeuw. Ook is er een beschilderde en vergulde buste van Sint-Martinus uit 1752.
Het hoofdaltaar en de zijaltaren zijn uit het 4e kwart van de 18e eeuw. Het tabernakel is in rococostijl. Het koorgestoelte, eind 18e eeuw, is in Lodewijk XVI-stijl. De preekstoel, in rococo, is van 1758. Er is een 18e-eeuwse biechtstoel en het orgel is uit de eerste helft van de 19e eeuw.